# Evippa shivajii
Evippa shivajii Tikader & Malhotra, 1980 è un ragno appartenente alla famiglia Lycosidae.

## Etimologia
Il nome deriva dalla località indiana di rinvenimento degli esemplari: Shivajinagar, nel Maharashtra.

## Caratteristiche
Il prosoma è più lungo che largo e strozzato nella parte anteriore. Somiglia ad E. rubiginosa Simon, 1885, ma ne differisce per due peculiarità: 
1. epigino di struttura differente.
2. L'addome nella parte dorsale è costellato di ampie macchie bianche; la E. rubiginosa, invece, ha l'addome punteggiato di piccole macchie bruno verdastre[1].

Le femmine hanno il bodylenght (prosoma + opistosoma) di 5,80 millimetri (2.6 + 3,1).

## Distribuzione
La specie è stata reperita nell'India settentrionale: sono stati rinvenuti esemplari nella città di Shivajinagar, nel distretto di Poona, appartenente allo stato del Maharashtra.

## Tassonomia
Al 2017 non sono note sottospecie e dal 1980 non sono stati esaminati nuovi esemplari.